# Laghi per profondità
Di seguito è riportata una lista di laghi con profondità superiore ai 400 metri.
I laghi salati, tra cui il mar Caspio, non sono compresi in questa lista.

## Lista

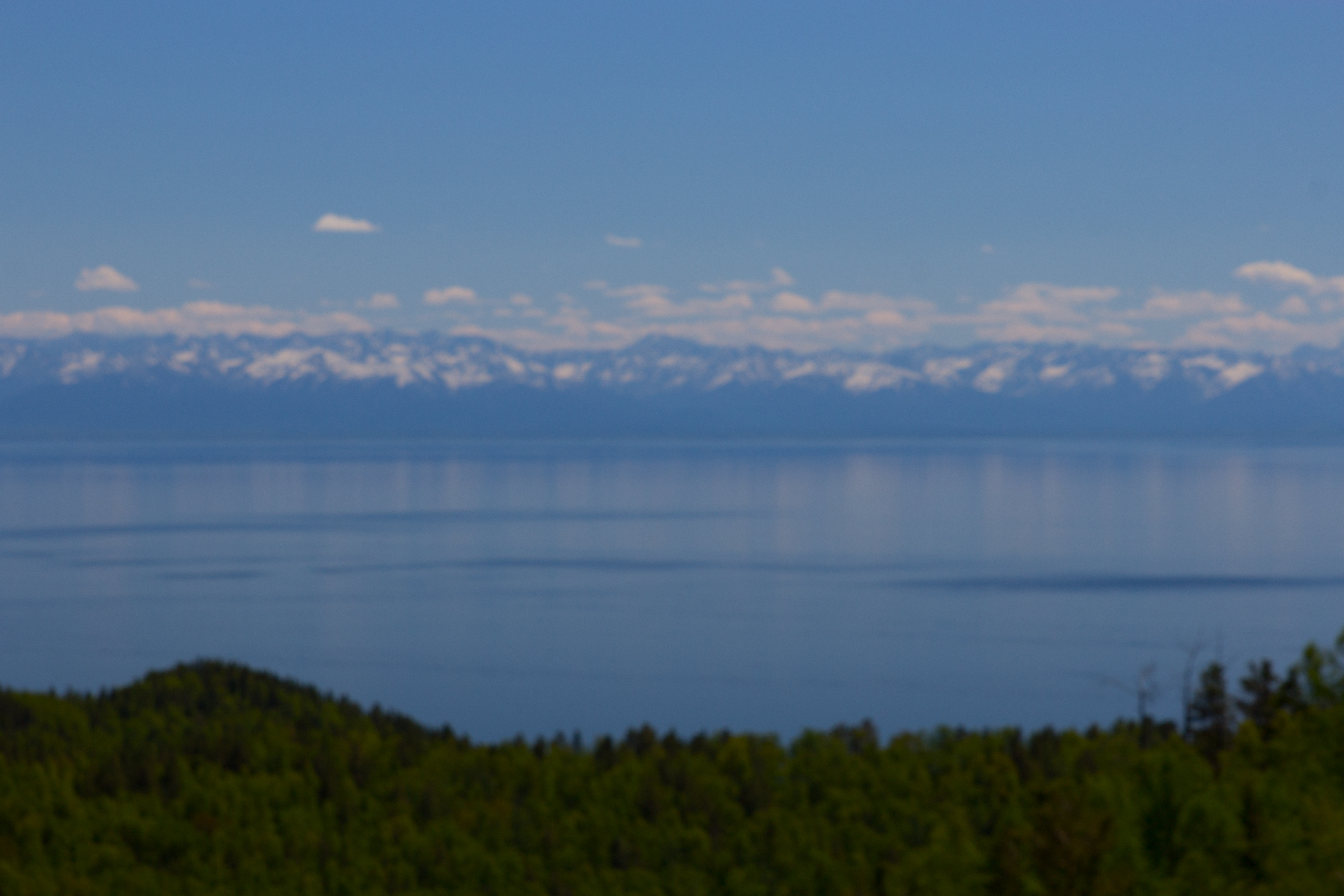
Lago Bajkal

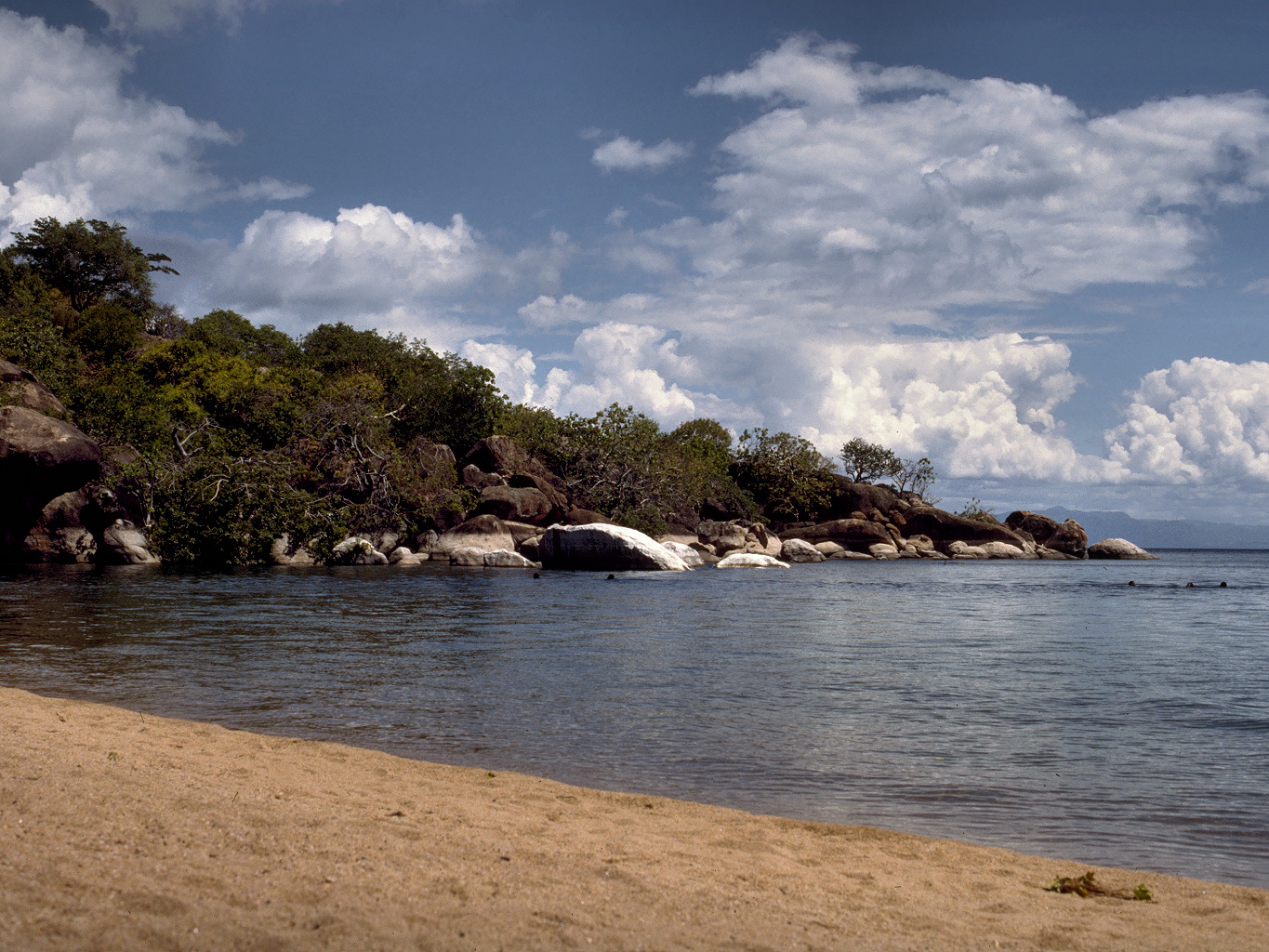
Lago Malawi

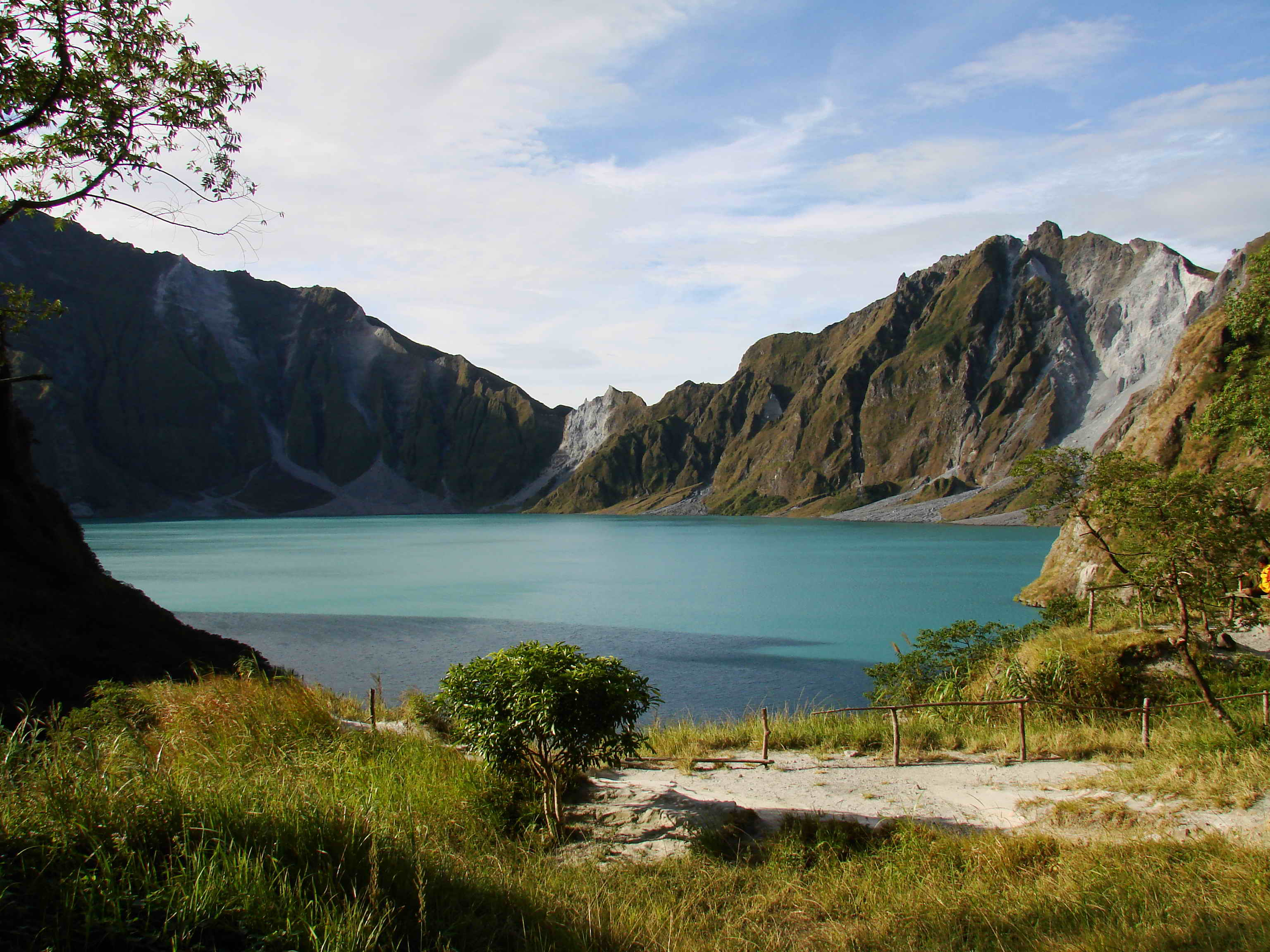
Lago Pinatubo

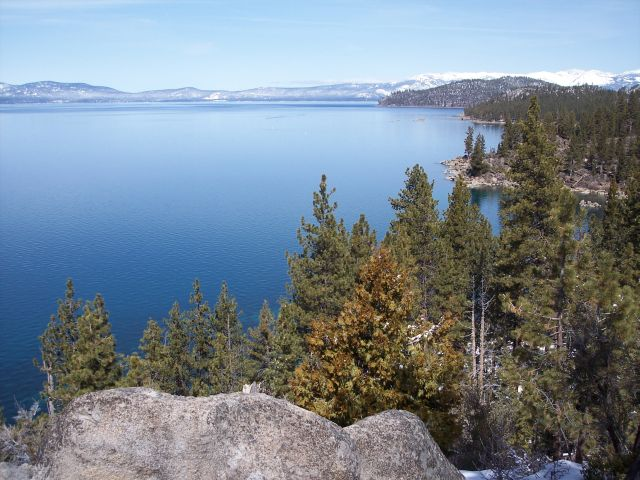
Lago Tahoe

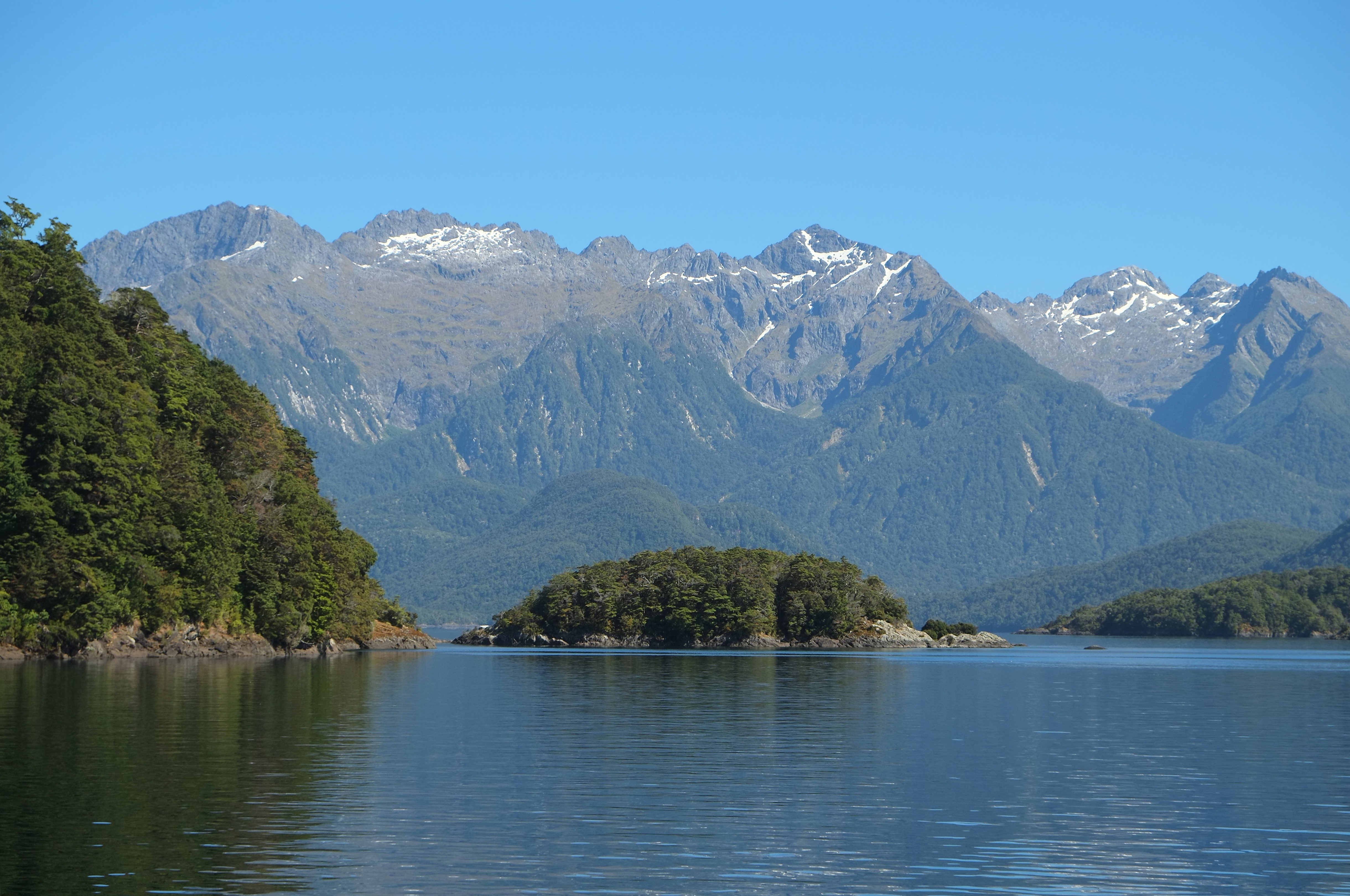
Lago Manapouri

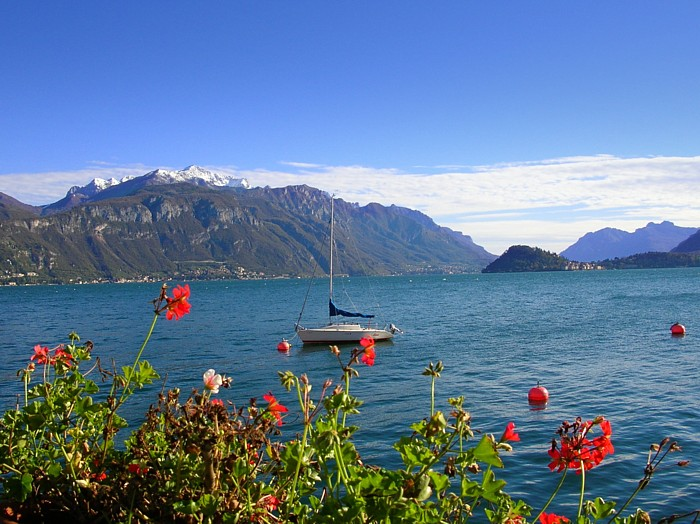
Lago di Como

- Nota: le colonne sono ordinabili per mezzo dei pulsanti a fianco dei titoli.

|    | Nome                         | Paese                                  | Continente  | Area km2 | Prof. m |
| -- | ---------------------------- | -------------------------------------- | ----------- | -------- | ------- |
| 1  | Bajkal                       | Russia                                 | Asia        | 31 720   | 1 642   |
| 2  | Tanganica                    | Tanzania, RD del Congo Burundi, Zambia | Africa      | 32 890   | 1 470   |
| 3  | O'Higgins/San Martín         | Cile, Argentina                        | Sudamerica  | 2 742    | 836     |
| 4  | Malawi                       | Malawi, Tanzania Mozambico             | Africa      | 30 045   | 706     |
| 5  | Vostok[2]                    | . . . . . . . .                        | Antartide   | 12 500   | 700     |
| 6  | Ysyk-Köl                     | Kirghizistan                           | Asia        | 6 280    | 668     |
| 7  | Grande Lago degli Schiavi    | Canada                                 | Nordamerica | 28 930   | 614     |
| 8  | Pinatubo                     | Filippine                              | Asia        | 1,8      | 600     |
| 9  | Crater Lake                  | Stati Uniti                            | Nordamerica | 53       | 594     |
| 10 | Matano                       | Indonesia                              | Asia        | 164      | 590     |
| 11 | Buenos Aires/General Carrera | Argentina, Cile                        | Sudamerica  | 1 850    | 586     |
| 12 | Hornindalsvatnet             | Norvegia                               | Europa      | 51       | 514     |
| 13 | Quesnel                      | Canada                                 | Nordamerica | 266      | 506     |
| 14 | Toba                         | Indonesia                              | Asia        | 1 130    | 505     |
| 14 | Sarez                        | Tagikistan                             | Asia        | 80       | 505     |
| 16 | Tahoe                        | Stati Uniti                            | Nordamerica | 490      | 501     |
| 17 | Argentino[3]                 | Argentina                              | Sudamerica  | 1 415    | 500     |
| 18 | Kivu                         | RD del Congo, Ruanda                   | Africa      | 2 700    | 480     |
| 19 | Adams                        | Canada                                 | Nordamerica | 137      | 470     |
| 20 | Salvatnet                    | Norvegia                               | Europa      | 45       | 465     |
| 21 | Nahuel Huapi                 | Argentina                              | Sudamerica  | 530      | 464     |
| 22 | Hauroko                      | Nuova Zelanda                          | Oceania     | 63       | 462     |
| 23 | Cochrane/Pueyrredón          | Cile, Argentina                        | Sudamerica  | 325      | 460     |
| 23 | Tinnsjå                      | Norvegia                               | Europa      | 52       | 460     |
| 25 | Chelan                       | Stati Uniti                            | Nordamerica | 135      | 453     |
| 26 | Poso                         | Indonesia                              | Asia        | 325      | 450     |
| 27 | Fagnano                      | Argentina, Cile                        | Sudamerica  | 645      | 449     |
| 28 | Grande Lago degli Orsi       | Canada                                 | Nordamerica | 446      | 445     |
| 29 | Manapouri                    | Nuova Zelanda                          | Oceania     | 142      | 444     |
| 30 | Mjøsa                        | Norvegia                               | Europa      | 365      | 443     |
| 31 | Lago di Como                 | Italia                                 | Europa      | 145      | 425     |
| 32 | Tazawa                       | Giappone                               | Asia        | 26       | 423     |
| 33 | Wakatipu                     | Nuova Zelanda                          | Oceania     | 289      | 420     |
| 34 | Te Anau                      | Nuova Zelanda                          | Oceania     | 344      | 417     |
| 35 | Lago Superiore               | Stati Uniti                            | Nordamerica | 82 414   | 406     |